# Municipio de Chenalhó
El municipio de Chenalhó es uno de los 124 municipios en que se divide, para su administración interior, el estado mexicano de Chiapas, localizado en la región de Los Altos de Chiapas; su cabecera es la localidad de Chenalhó.

## Toponimia
El nombre «Chenalhó» proviene de la expresión tsotsil que se traduce como "agua de la caverna".

## Geografía
Chenalhó está situado en la zona central de Chiapas, dentro de la región socioeconómica V Altos Tsotsil Tseltal. La superficie aproximada del municipio es de 251 km².
Limita este con el municipio de San Juan Cancuc, al noreste con el municipio de Pantelhó, al noroeste con el municipio de Chalchihuitán, al oeste con los municipios de municipio de Aldama y Larráinzar, al sur con los municipios de Chamula y Mitontic, y al sureste con el municipio de Tenejapa.

### Orografía e hidrografía
El territorio del municipio se encuentra asentado en lo alto de la Sierra Madre de Chiapas, lo cual hace que su territorio sea sumamente accidentado en cerca del 90% de su extensión territorial.
Hidrológicamente el territorio de Chenalhó se encuentra completamente dentro de la Cuenca Río Grijalva-Villahermosa de la Región Hidrológica Grijalva-Usumacinta la de mayor precipitación en el país; las principales corrientes son los ríos San Pedro, Osilhucum y Tzajalhucum, así como varios arroyos menores.

### Clima y ecosistemas
La altitud en que se encuentra situado Chenalhó influye enormemente en su clima y vegetación, a diferencia de muchos municipios chiapanecos de clima tropical, el de Chenalhó es menos cálido, oficialmente se registran tres variaciones de clima, la mayor parte del territorio tiene un clima Semicálido húmedo con lluvias todo el año, el extremo norte y noroeste del municipio registran clima Cálido húmedo con lluvias en verano y dos zonas del sur registran clima Templeado húmedo con lluvias todo el año; La temperatura media anual registrada fluctúa entre los 14 y los 20 °C en casi todo el municipio, con algunos sectores que descienden por debajo de los 14 °C; la precipitación pluvial promedio anual va de los 3,000 a los 2,000 mm.
La vegetación es de bosque de pino-encino, destacando entre las especies que se pueden encontrar en el municipio: ciprés, pino, romerillo, sabino, manzanilla y roble. Entre las especies de fauna que habitan en el territorio están culebra ocotera, nayuca de frío, gavilán golondrino, picamadero ocotero, ardilla voladora, jabalí y venado de campo.

## Demografía
De acuerdo a los resultados del Censo de Población y Vivienda de 2020 realizado por el Instituto Nacional de Estadística y Geografía, la población total del municipio es de 47 371 habitantes, lo que representa un crecimiento promedio de 2.8% anual en el período 2010-2020 sobre la base de los 36 111 habitantes registrados en el censo anterior. Al año 2020 la densidad del municipio era de 188,5 hab/km².
| Gráfica de evolución demográfica de Municipio de Chenalhó entre 2000 y 2020 |
|                                                                             |
| Fuente: Instituto Nacional de Estadística Geografía e Informática           |

El 49% de los habitantes eran hombres y el 51% eran mujeres. El 72.4% de los habitantes mayores de 15 años (20 237 personas) estaba alfabetizado. Prácticamente la totalidad de la población, (47 024 personas), es indígena.
En el año 2010 estaba clasificado como un municipio de grado muy alto de vulnerabilidad social, con el 72.27% de su población en estado de pobreza extrema. Según los datos obtenidos en el censo de 2020, la situación de pobreza extrema afectaba al 69.4% de la población (33 209 personas).

### Localidades
En el censo de 2020 el municipio de Chenalhó contaba con 145 localidades.
| Código INEGI      | Localidad              | Población (2020) |
| ----------------- | ---------------------- | ---------------- |
| 070260001         | Chenalhó               | 4 369            |
| 070260037         | Polhó                  | 2 176            |
| 070260007         | Belisario Domínguez    | 1 636            |
| 070260038         | Puebla                 | 1 384            |
| 070260029         | Miguel Utrilla         | 1 237            |
| 070260059         | Yabteclum Fracción Dos | 1 101            |
| 070260010         | Caridad San Antonio    | 724              |
| 070260006         | Bajxulum               | 537              |
| Otras localidades | Otras localidades      | 34 207           |
| Total municipal   | Total municipal        | 47 371           |

## Política
El gobierno municipal le corresponde al Ayuntamiento, este está conformado por el presidente municipal y un cabildo formado por regidores, son electos mediante planilla para un periodo de tres años que no puede ser renovado para el periodo inmediato, pero sí de forma intercalada.

### Representación legislativa
Para la elección de Diputados, tanto a nivel local al Congreso de Chiapas, como a nivel federal al Congreso de la Unión, el municipio de Chenalhó se encuentra integrado de la siguiente manera:
Local:
- XXII Distrito Electoral Local de Chiapas con cabecera en San Juan Chamula.[17]

Federal:
- Distrito electoral federal 2 de Chiapas con cabecera en San Cristóbal de las Casas.[18]

### Presidentes municipales
- (2002 - 2004): Armando Vázquez Gómez
- (2005 - 2007): Victorio Jiménez Santiz
- (2008 - 2010): Enrique Ruiz Ruiz
- (2011 - 2012): Martín Cruz Aguilar
- (2012 - 2015): José Luis Areas Vázquez
- (2016): Rosa Pérez Pérez
- (2016): Miguel Santiz Álvarez
- (2016 -): Rosa Pérez Pérez [19]